# Estanys Gelats (Gémena)
Els Estanys Gelats són uns petits llacs al terme municipal de la Vall de Boí, a la comarca de l'Alta Ribagorça, i dins del Parc Nacional d'Aigüestortes i Estany de Sant Maurici.
«El nom deriva del llatí "stagna gemina", estanys bessons».
Els estanys, d'origen glacial, són a 2.579, 2.522 i 2.504 metres, a la Coma d'Abellers, flanquejats pel nord i per llevant per cims per sobre dels 2.900 metres: Punta Senyalada, Pic d'Abellers, Besiberri Sud, Pic de Comaloforno, Punta de Passet i Punta de Lequeutre. Els estanys estan esglaonats, desaiguant l'últim cap l'Estany Gémena de Dalt al sud. S'hi accedeix vorejant l'Estany Gémena de Baix per qualsevol de les ribes i l'Estany Gémena de Dalt per llevant, pujant a la Coma d'Abellers.